# Oligonychus festucolus
Oligonychus festucolus är en spindeldjursart som beskrevs av John Stanley Beard och Thomas Walter 2003. Oligonychus festucolus ingår i släktet Oligonychus och familjen Tetranychidae. Inga underarter finns listade i Catalogue of Life.